# حماد القباج
حَمَّادُ بْنُ أَحْمَدَ بْنِ حَمَّادٍ القَبَّاجُ (1397–1446 هـ) باحث وداعية مغربي. ولد وتوفي بمدينة مراكش.

## الدراسة والتكوين العلمي[2]
واصل دراسته النظامية إلى السنة الأولى ثانوي، ثم توقف بسبب حادث أصيب على إثره بشلل رباعي، في أبريل عام 1993.
استأنف الدراسة في الموسم الدراسي (1995/1996) بثانوية أبي العباس السبتي بمراكش، وحصل على الرتبة الأولى في المعدل السنوي العام على مستوى الثانوية، فنظم مدير الثانوية حفلا تكريميا تقديرا لمجهوده، وألقى كلمة تأسف فيها عن عدم قدرة التلميذ حماد القباج على متابعة دراسته.
تابع دراسته بشكل انفرادي وحاول التعمق في دراسة السيرة النبوية، والتاريخ الإسلامي، وبعض العلوم الشرعية والإنسانية.
شرع في حفظ القرآن الكريم على يد أحد مدرسي دار القرآن التابعة لجمعية الدعوة إلى القرآن والسنة بحي آسيف بمراكش، وهو الأستاذ جعفر بوهلال، الذي كان يتردد عليه في بيته مراعاة لمرضه.
ختم القرآن الكريم حفظا وتجويدا برواية ورش عن نافع من طريق الأزرق؛ على يد شيخه المقرئ الدكتور توفيق العبقري.
كما حفظ عددا من المتون العلمية؛ منها: الأصول الثلاثة، والطحاوية في العقيدة، الجمزورية، والجزرية في التجويد، والآجرومية في النحو، ونخبة الفكر في مصطلح الحديث، ونظم الورقات في أصول الفقه، ورياض الصالحين في الحديث، وبلوغ المرام في الأحاديث الفقهية إلى وسطه.
حضر بعض الدروس العلمية بدور القرآن الكريم التابعة لجمعية الدعوة إلى القرآن والسنة.

## جالس واستفاد من عدد من العلماء[2]
منهم:
- الدكتور عبد السلام الخرشي (فقيه وأديب وداعية) (ت 2011)
- العلامة محمد الصمدي (فقيه وخطيب، عضو الرابطة المحمدية للعلماء) (ت 2012)
- الدكتور عبد الكريم الفيلالي (مؤرخ وسياسي) (ت 2013)
- الدكتور لحسن وكاك (أستاذ العقيدة وعلوم القرآن، داعية) (ولد 1930)
- العلامة محمد بن الأمين بوخبزة (محدث ومؤرخ وأديب، داعية) (ولد 1932)
- الشيخ محمد زهرات (أستاذ السيرة، داعية، إطار تربوي بجمعية الدعوة إلى القرآن والسنة) (ولد 1936)
- الشيخ محمد السعيدي الجردي (فقيه أصولي، داعية) (ولد 1940)
- العلامة مساعد بن بشير (فقيه ومحدث مسند سوداني) (ولد 1944)
- الدكتور إدريس كرم (أستاذ باحث في التاريخ وعلم الاجتماع، عضو الرابطة المحمدية للعلماء، واتحاد كتاب المغرب) (ولد 1946)
- الدكتور محمد المغراوي (أستاذ العقيدة، داعية، رئيس جمعية الدعوة إلى القرآن والسنة) (ولد 1948)
- الشيخ عبد القادر دراري (أستاذ الفقه، داعية، الكاتب العام لجمعية الدعوة إلى القرآن والسنة) (ولد 1958)
- الشيخ مصطفى السليماني (أستاذ الحديث، داعية مصري، مدير دار الحديث بمأرب) (ولد 1958)
- الدكتور توفيق عبقري (أستاذ القراءات، أستاذ جامعي)
- الدكتور عبد الكبير أكبوب (أستاذ القراءات، داعية)
- الدكتور عادل رفوش (علامة وأديب وشاعر، داعية، المدير العلمي لمؤسسة ابن تاشفين) (ولد 1976)

## الإجازات العلمية[2]
- إجازة عامة وخاصة من العلامة محمد الأمين بوخبزة
- إجازة علمية من العلامة عادل بن المحجوب رفوش
- إجازة علمية من العلامة المختار بن العربي مومن الجزائري ثم الشنقيطي
- إجازة عامة وخاصة في جميع دواوين السنة وعلوم القرآن والفقه عموما وخاصة الفقه المالكي والتاريخ من العلامة مساعد بن بشير الحسيني.

## الوظائف والأعمال[2]
- التدريس بدور القرآن الكريم منذ سنة (1998).
- تأسيس موقع “منزلة المرأة في الإسلام” الإلكتروني سنة (2005)، والإشراف عليه إلى عام (2012).
- عمل عضوا بهيأة تحرير أسبوعية السبيل المغربية منذ تأسيسها سنة (2005).
- تأسيس نشاط نسوي بجمعية الدعوة إلى القرآن والسنة عام (2006)، والإشراف عليه إلى عام (2012).
- تأسيس مكتب إعلامي لجمعية الدعوة إلى القرآن والسنة سنة (2009)، وإدارته إلى عام (2013).
- عمل ناظرا “للخزانة العامرية” بمراكش منذ سنة (2009).
- انتخبه المجلس التأسيسي للتنسيقية المغربية لجمعيات دور القرآن؛ منسقا عاما للتنسيقية سنة (2011).
- أعيد انتخابه منسقا عاما في المؤتمر الوطني للتنسيقية سنة (2012).
- المستشار الشرعي لمؤسسة عطاء للأعمال الخيرية.
- من مؤسسي جمعية البشائر لتأهيل وإدماج ذوي الاحتياجات الخاصة.
- عيّنه الوزير المكلف بالعلاقات مع البرلمان والمجتمع المدني الأستاذ الحبيب الشوباني؛ عضوا في لجنة الحوار الوطني حول المجتمع المدني والأدوار الدستورية الجديدة؛ في مارس سنة (2013).

## الأعمال الدعوية[2]
- دروس في السيرة والعقيدة والفقه
- محاضرات في قضايا سلوكية ومجتمعية
- ندوات وحوارات فكرية وتربوية
- لقاءات إذاعية وتلفزية داخل المغرب وخارجه

## الأعمال الكتابية[2]

### المقالات
- كتب عددا من المقالات في جرائد وصحف ومجلات وطنية ودولية
- مُدَوّن في صفحات التواصل الاجتماعي

### المؤلفات[2]
- المغني عن الأسفار في معرفة أحكام وآداب الأسفار. (مطبوع)
- الأدلة القطعية على تحريم التفجيرات التخريبية التي تمارس باسم الجهاد وإنكار المخالفات الشرعية. (مطبوع)
- منزلة المرأة في الإسلام وكشف الشبهات. (مطبوع)
- الاستقامة.
- دفع الأتراح وجلب الأفراح بتقريب كتاب حادي الأرواح (للإمام ابن القيم رحمه الله).
- السلفية في المغرب ودورها في محاربة الإرهاب. (مطبوع)
- عقود أهل السنة (منتخب من متن المنبهة للإمام أبي عمرو الداني). (مطبوع)
- المتون المالكية في العقيدة الإسلامية.
- الدروس الميسرة في العقيدة.
- الميسر في علم التوحيد.
- عقيدة التوحيد الكبرى للعلامة ابن عزوز المالكي. (مطبوع)
- بذل القدرة في بيان خصال الفطرة. (مطبوع)
- الجامع المختصر المفيد من أحكام صيام رمضان وأعمال العيد. (مطبوع)
- رسالة إلى المرأة المسلمة في الترهيب من التبرج والترغيب في الحجاب. (مطبوع)
- الإفاضة في بيان وجوب الوضوء لكل صلاة على المستحاضة.
- التبني بين الحكم الشرعي والبديل المرعي (دراسة في ضوء القرآن الكريم والسنة المحمدية والسيرة النبوية).
- نظرات شرعية في تسويق شركة (فوريفر ليفينغ برودكتس).
- الومـيض فـي مواساة المـريـض.
- ياسين والخلافة المزعومة. (مطبوع)
- مشاهـــد الطـــيران بين بدائع الإيمانيات وروائع التشريعات (دليـــلك فـي الطائــــرة).
- نظام الحكم في الإسلام والمسألة الدستورية في المغرب. (مطبوع)
- الاستبصار والتؤدة في عرض المستجدات والنوازل السياسية على قواعد المصلحة والمفسدة. (مطبوع)
- حياة شيخ الإسلام محمد بن العربي العلوي؛ العالم المفكر والمصلح المناضل. (مطبوع)

## المؤتمرات والندوات الوطنية والدولية:[2]
- مؤتمر تطوان: المؤتمر الوطني الثالث للإعجاز العلمي في القرآن والسنة / مؤتمر دولي نظمته كلية العلوم بجامعة عبد المالك السعدي بتطوان في الفترة من 17-19 سبتمبر2010 بقاعة الأفراح “جنة بالاص” بتطوان.
- ندوة الرباط: الدعوة السلفية في المغرب: الجذور التاريخية، العطاء، والتحديات / ندوة وطنية انعقدت بمدينة الرباط يوم الجمعة فاتح يونيو 2012 بالمركب الثقافي المهدي بن بركة بالرباط.
- ندوة العيون: وحدة المغاربة بين الديني والسياسي / ندوة وطنية انعقدت بمدينة العيون يوم السبت 30 يونيو 2012 بقصر المؤتمرات بمدينة العيون.
- ندوة الرباط: تدافع وبناء القيم؛ السياق الدولي والواقع الإسلامي / ندوة دولية انعقدت بالرباط يوم السبت 25 غشت 2012 بمؤسسة محمد السادس للنهوض بالأعمال الاجتماعية للتربية والتكوين.
- مؤتمر تونس: حول تعزيز المشاركة البناءة للأطراف السلفية الفاعلة / ورشة مغاربية دولية انعقدت بتونس العاصمة أيام 10 / 13 شتنبر 2012 بفندق حياة ريجينسي.
- مؤتمر إسطنبول: حول تعزيز المشاركة البناءة للأطراف السلفية الفاعلة / ورشة مغاربية دولية انعقدت بإسطنبول أيام 11 / 14 مارس 2013.
- مؤتمر مراكش: في موضوع: العمل الدعوي؛ رؤية راشدة، لقاء وطني انعقد يومي: 13 و14 أبريل 2013 بمراكش.
- مؤتمر الكويت: في موضوع: “السياسة الشرعية ومستجداتها المعاصرة” الذي نظمته وزارة الأوقاف والشؤون الإسلامية بدولة الكويت في أول شهر مايو من العام 2013
- ندوة الرباط: الندوة الدولية حول تقويم تجربة البنوك الإسلامية وآفاقها، المنعقدة بتاريخ: 22 أبريل 2013 بفندق حياة ريجينسي بالرباط.
- مؤتمر مراكش: المؤتمر العالمي الأول حول القراءات القرآنية في العالم الإسلامي؛ أوضاع ومقاصد، المنعقد أيام: 7 – 9 ماي 2013 بقصر المؤتمرات بمراكش.
- ندوة الرباط: الندوة الدولية حول موضوع البنوك الإسلامية التشاركية في المغرب العربي ودورها في الاندماج الاقتصادي والحكامة الجيدة، المنعقدة بتاريخ: 16 و17 نونبر 2013، بكلية العلوم القانونية والاقتصادية بالرباط.
- ندوة الدار البيضاء: ندوة وطنية حول “نتائج وتوصيات الحوار حول المجتمع المدني ومنهجية وآليات مواكبة تفعيلها” / المنعقدة بتاريخ: 7 يونيو 2014 بفندق إيدو آنفا بالدار البيضاء.
- ندوة الرباط: الندوة الوطنية حول “منظومة القوانين الانتخابية على ضوء مشروع الجهوية: أي إصلاح لانتخابات حرة ونزيهة؟ / المنعقدة بتاريخ: 25 أكتوبر 2014 بالمكتبة الوطنية للملكة المغربية بالرباط.
- مؤتمر نواكشوط : في موصوع ” تعزيز السلم الدولي”، ورشة دولية انعقدت بالعاصمة الموريطانية نواكشوط أيام : 12، 13 و 14 دجنبر 2014 بفندق موري سانتر.

## الشواهد التقديرية[2]
- شهادة تقديرية من الوزارة المكلفة بالعلاقة مع البرلمان والمجتمع المدني
- شهادة تقديرية من المدرسة العليا لصناعة النسيج والألبسة
- شهادة تقديرية من حركة التوحيد والإصلاح / مدينة الدار البيضاء
- شهادة تقديرية من حركة التوحيد والإصلاح / مدينة الحاجب
- شهادة تقديرية من الجمعية المغربية للاقتصاد الإسلامي
- شهادة تقديرية من جمعية حكمة للتربية والتنمية